# Vinařské oblasti Rakouska
Dolní Rakousy jako pěstitelská oblast vína má nezměrný potenciál co do terroiru a rozličných stylů vín. Zatímco v osmi specifických oblastech této spolkové země stojí v popředí vždy ty nejdůležitější typické styly, stále zůstává pod označením „Niederösterreich“ (Dolní Rakousko, Dolní Rakousy) dostatek prostoru pro rarity, ale také pro mezinárodně důležité odrůdy jako je Chardonnay, Rulandské bílé nebo Sauvignon Blanc, elegantní červená vína nebo speciality sladkých vín.

## Vinařské oblasti

### Carnuntum
Historická místa, „sexy“ červená vína
Archeologické vykopávky posledních let odkrývají v Carnuntu svědectví římské kultury, ukryté v zemi bohaté na historii. Tato zem vydává ale také jiné „poklady“, na ploše 1 000 hektarů se rodí především červená vína typická pro tuto oblast. Např. „Rubin Carnuntum“ se symbolem brány vítězů umocňuje identitu oblasti, na kterou je hrdá celá „garda“ vinařských osobností.

### Kamptal
Typické pro tuto oblast jsou odrůdy Veltlínského zeleného a Ryzlinku rýnského
Jméno dala této oblasti řeka Kamp. Hlavním městem je Langenlois – největší město vína v Rakousku. Se 4 000 hektary je Kamptal jednou z největších pěstitelských oblastí země. Zvláštní postavení kultury a turistiky je podmíněno bezpočtem podniků „Heurige“ a vinoték, kde se přátelé dobrého vína setkávají s vinaři nejčastěji u Veltlínského zeleného a Ryzlinku rýnského.

### Kremstal
Vysoká kultura vína začíná u prahornin a spraše
Kdyby mohly vinice promluvit, nebraly by napínavé diskuze v kremžském údolí konce. 2 250 hektarů, na kterých se zde pěstuje víno, je nakonec rozděleno na rozdílné zóny: město Kremž, oblasti položené na východ a malé vinařské oblasti jih od Dunaje. Spojujícím elementem je Veltlínské zelené a Ryzlink rýnský jako reprezentanti této oblasti – a poselství umění a kultury.

### Thermenregion
Těžká vína s historií a budoucností
Thermenregion jako pěstitelská oblast vznikla zároveň s Vinařským zákonem roku 1985 po sloučení dvou původních oblastí Gumpoldskirchenu a Bad Vöslau. Plocha 2 500 hektarů se rozkládá od výběžku Wienerwaldu, kraje Vídně podél pohoří s horou Anninger až na jih od Badenu. Specialitami této oblasti jsou autochtonní odrůdy jako Zierfandel (nebo také Spätrot) a Rotgipfler (Červenošpičák) na severu a Svatovavřinecké na jihu.

### Traisental DAC
Kořeněný veltlín – s páteří a finesou
Traisental se statutem pěstitelské oblasti teprve od roku 1995 je nejmladší a s necelými 700 hektary zároveň jednou z nejmenších oblastí Rakouska. V jednom směru ale velká je: vedoucí postavení zde má Veltlínské zelené. V malých vinařských vesnicích lákají k návštěvě nesčetné povodní vinné sklípky a k výletům do minulosti třeba městečka Traismauer nebo Herzogenburg. Od roku 2006 se objevují na trhu typické ovocné, kořeněné „zelené veltlíny“ a svérázné, minerální ryzlinky pod označením „Traisental DAC“

### Wagram
Veltlínu svědčí sprašové půdy
V pěstitelské oblasti Wagram se 2 800 hektary vinic dělí na dvě zcela rozdílné zóny. Na sever od Dunaje se rozprostírá mohutný terénní schod, který začíná východně od Kremže a doprovází Dunaj kousek na jeho cestě po levém břehu. Před branami města Vídně se nachází jižně od Dunaje v Klosterneuburgu velká rakouská vinařská tradice se zaměřením do budoucna.

### Wachau
Na příkrých terasách se daří monumentální vínům
Wachau – těsné údolí Dunaje mezi Melkem a Kremží – patří ke světovému kulturnímu dědictví a k zemím, kde se člověk cítí dobře. Na 14 00 hektarů, zčásti na strmých terasách, se pěstuje převážně Veltlínské zelené a Ryzlink rýnský. K typickým zdejším vínům patří Steinfeder, Federspiel a Smaragd.

### Weinviertel DAC
Tam, kde roste „Pfefferl“
Weinviertel je pojem, který zná každý rakouský milovník vína. Poslední dobou se však dostává tato největší rakouská pěstitelská oblast do povědomí veřejnosti i v zahraničí. Rozloha 16 500 hektarů je jistě podstatným faktorem, ale receptem na úspěch je Veltlínské zelené, speciálně pak s označením typickým pro tuto oblast: Weinviertel DAC.